# Houston Livestock Show and Rodeo
Le Houston Livestock Show and Rodeo (HLSR), stylisé en RodeoHouston et anciennement appelé Houston Fat Stock Show and Livestock Exposition, est l'un des plus grands événements rodéo du monde. Depuis 2003, l'événement se tient au NRG Stadium de Houston dans le Texas et est considéré comme le principal événement annuel de la ville. En 2017, l'affluence du HLSR est de 2 611 176 spectateurs. 

## Historique
Dans les années 1930, la pratique du rodéo est peu développée dans la ville de Houston, qui n'est pas marquée par la culture cow-boy. La ville est plutôt un carrefour marchand pour les matières premières comme le pétrole ou le coton. En 1931, un homme d'affaires de la ville propose la création d'un marché aux bestiaux, qui sera créé sous le nom de The Houston Fat Stock Show and Livestock Exposition. Les dirigeants ont l'idée de capitaliser sur la présence d'employés en costume de cow-boy, pratique qui s'ancre réellement en 1954, lorsqu'une parade en costume, la Go Texan Day, est organisée. 
En parallèle, l'idée surgit, toujours afin d'assurer la promotion de l'entreprise, d'organiser des jeux avec le bétail, similaires à ceux pratiqués dans le Far West. La pratique du rodéo est officiellement instituée en 1932. Année après année, le nombre de participants augmente, passant de 20 à 800 en seulement deux ans, de 1952 à 1954. En 1961, l'événement prend officiellement le nom de Houston Livestock Show and Rodeo. Le nom est abrégé en RodeoHouston, et le rodéo laisse en même temps plus de place à d'autres activités, comme les concerts ou les expositions. En 2017, un pic d'affluence est atteint, avec 2 611 176 spectateurs au total, soit plus que la population de la ville de Houston. Le total cumulé des récompenses atteint 2,17 millions de dollars, contre seulement 640,50 à 1 250 lors de l'édition de 1938.

Le rodéo attire désormais de grandes vedettes de la musique comme Elvis Presley, Bob Dylan, Beyoncé, Selena Gomez ou encore Taylor Swift, qui viennent se produire sur scène.

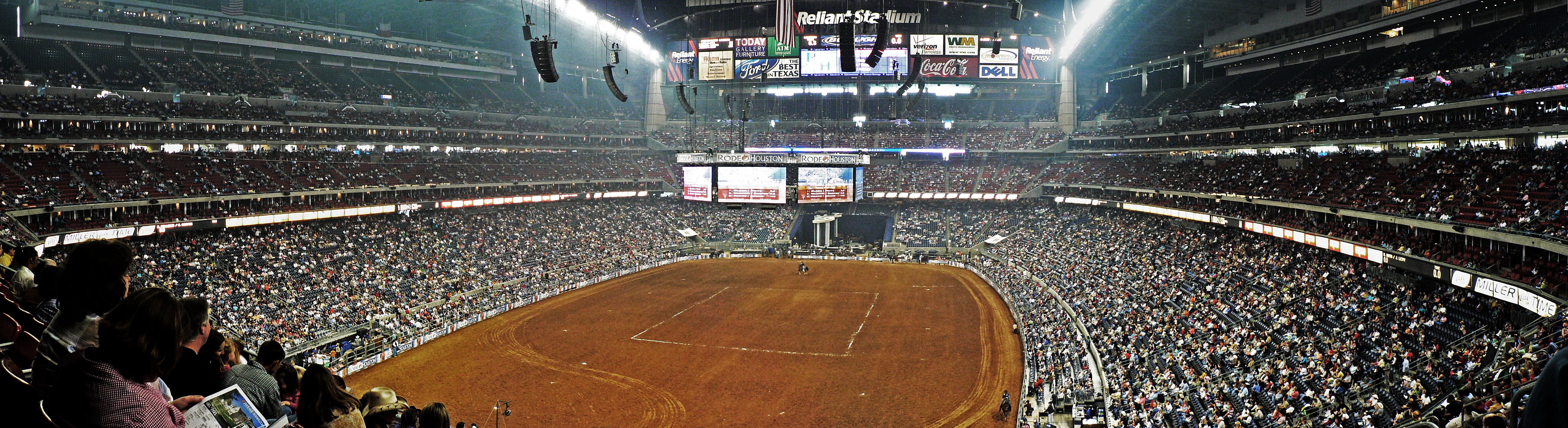
Le NRG Stadium de Houston où se déroule le rodéo.